# La grande quercia
La grande quercia è un film italiano del 1997 diretto da Paolo Bianchini.

## Trama
Paolo Buratti è uno dei tre figli di Vincenzo, un medico tanto esperto quanto stravagante. La seconda guerra mondiale è in corso e a Roma si teme per la vita della popolazione civile. Così Vincenzo, con la moglie e i figli, lasciano la città per raggiungere l'abitazione in campagna del padre di lui. Per i bambini il viaggio è triste ma l'arrivo a destinazione è quasi una festa: possono rivedere il nonno.
Ben presto i bambini fanno amicizia con i militari che provengono da diverse parti d'Italia. Uno di loro fraternizza con la cameriera. Mentre il nonno di notte ascolta in gran segreto Radio Londra, Paolo si prepara al suo primo giorno di scuola. L’indottrinamento fascista è capillare e il bambino si trova in imbarazzo perché è l'unico a non sapere cantare “Giovinezza”. Le giornate trascorrono tra la frequenza a scuola, i giochi e l’attesa del padre che torna dalla stazione in bicicletta.
Arriva il giorno della prova della divisa da Balilla e il padre fatica a non manifestare il proprio disappunto. Passano i mesi e Paolo si vede apostrofare pesantemente in classe dal gerarca locale che gli rimprovera le continue assenze dalle esercitazioni. Il piccolo si spaventa al punto di farsela addosso. Una sera assiste poi, non visto, a un dialogo tra il padre e la madre in cui quest’ultima manifesta la sua preoccupazione per la sorte del marito. A casa ogni giorno si dice il rosario perché il nonno aveva qualche colpa da farsi perdonare dalla ormai defunta consorte che, in punto di morte, gli ha fatto giurare di procedere quotidianamente alla recita dei misteri. Nel corso di una scampagnata avviene un bombardamento ma i bambini lo interpretano come una rappresentazione del tutto particolare. Il padre è in città e la mamma cerca di rassicurare i piccoli affermando che gli ospedali non vengono mai bombardati. Al posto di Vincenzo arrivano il fratello e la cognata con un figlio ancora in fasce. La casa è stata colpita ma Vincenzo è vivo. I due hanno con sé le copie di un giornale clandestino. Un giorno, mentre la famiglia è riunita dinanzi al poco cibo che c’è, la radio annuncia la richiesta di armistizio. I soldati sulla spiaggia sono in festa e anche in casa tutti si abbracciano. La guerra sembra finita. Di lì a poco i bambini scopriranno che i soldati sono scomparsi abbandonando tutto. Il nonno intanto va a “confessarsi” chiedendo al padre priore un ulteriore sforzo per sostenere i ricercati. Anche lui dovrà fare, ancora una volta, la sua parte sopprimendo l’asino. I bambini, proprio andando nella stalla a cercare l’asino, scoprono, nascoste sotto la paglia, le armi che appartenevano ai soldati e si appropriano di un razzo di segnalazione. Lo zio e la zia partono con le armi e i bambini sono invitati dalla mamma a non rivelare a nessuno quanto è successo. Il gruppo non resiste però a dare fuoco al razzo e Paolo insegue il piccolo paracadute che lo sosteneva. Rientrando viene sorpreso da due tedeschi che lo afferrano e lo malmenano chiedendogli del razzo. Sarà un frate che era stato fatto oggetto degli scherzi dei bambini a sacrificarsi per salvargli la vita. Ormai il luogo non è più sicuro e, considerato l’ormai imminente arrivo degli Alleati, si decide di far ritorno in città. Solo il nonno decide di restare. In prossimità di un posto di blocco il padre fugge. Il resto della famiglia raggiunge Roma ma ci sono grossi problemi economici che spingono Rosetta a offrire i propri risparmi e la madre a vendere l’amato pianoforte. 
Un giorno con Paolo incontra il cognato che gli dà notizie del marito. Di lì a poco apprenderà dalla radio che il fratello di Vincenzo è stato fucilato. La guerra ha finalmente termine e in casa si può srotolare il tappeto che era stato arrotolato al momento della partenza.